# Lipci
Lipci su naselje u Boki kotorskoj, u općini Kotor. 

## Povijest
Iznad naselja Lipci nalazi se stijena Lipci u sredini prirodno formiranog amfiteatra. Stijena je arheološki spomenik kulture 2. kategorije, jer se na okapini stijene nalaze prapovijesni crteži, koji prikazuju scene lova na jelene, simbolični znak izlazećeg sunca, kao i neke druge simbole. Slikarstvo u Lipcima, nastalo je u 8. stoljeću prije nove ere i drugo je po starini na Jadranskoj obali.

## Stanovništvo

### Nacionalni sastav po popisu 2003.[2]
- Crnogorci - 23
- Srbi - 8
- Slovenci - 3
- Hrvati - 1
- ostali - 1